# Estádio de Vångavallen
Vångavallen é um estádio da cidade de Treleburgo, na Escânia, na Suécia. Foi inaugurado em 5 de julho de 1933 e abriga o time Trelleborgs FF. Tem capacidade para 10 000 espectadores, mas por segurança só são aceitos 9 000; teve recorde em 2004, com 9 843 pessoas. Já se jogava futebol ali desde 1913, pois a comuna alugou o terreno ao IFK Trelleborg por 25 anos. Na época, os membros do IFK Trelleborg eram encarregados da construção do campo de esportes e, com a ajuda de 12 500 coroas suecas que os membros do clube reuniram, realizarem o planejamento, drenagem, construção do campo de futebol, colocação de pistas e construção de quadras de tênis.
À medida que mais e mais associações foram formadas em Trelleborg, aumentou a necessidade de espaços maiores, o que resultou no investimento da comuna de Trelleborg na arena. Vångavallen foi reconstruída várias vezes, mas apenas em uma ocasião durante os anos 2000 a arena foi ampliada com uma arquibancada permanente.